# 펠리네 로간
펠리네 로간(Pheline Roggan, 1981년 6월 13일 ~ )은 독일의 배우이다.

## 출연 작품
- 소피 벨 (2014)
- 13 시메스터 (2009)
- 소울 키친 (2009)